# Léon Bolle
Léon Bolle (La Chaux-de-Fonds, 3 de dezembro de 1888 - 6 de julho de 1951) foi um engenheiro suíço.